# Фурлански језик
Фурлански или фријулски језик (фурл. Lenghe furlane) је романски језик у подгрупи рето-романских језика. Ово је језик који је убедљиво највећи по броју говорника међу језицима ове подгрупе.
Фурлански се употребљава у Фурланији у Италији (регија Фурланија-Јулијска Крајина), у околини градова Удине, Порденоне и Горица, близу границе са Словенијом. Фурлански језик говори око 600.000 људи. Готово сви говорници се служе и италијанским језиком. Језик се делимично користи у локалном школству и управи. Постоји и писана књижевност на овом језику.
Фурлански језик се развио из латинског између 6. и 10. века. Речник језика је у основи латинског порекла, али је претрпео утицаје немачког, словенских језика, келтских језика, венецијанског, француског и других. У последње време, највише нових речи долази из италијанског и енглеског језика.
Карактеристика фурланског језика је употреба дугих и кратких вокала, што се пренело и у изговор италијанског када га говоре људи из ове регије.
Разлика у дужини вокала утиче на значење, рецимо (дуги вокал је означен):
- (млеко)
- (отишао)

- (учвршћен или густ)
- (синови)

- (луксуз)
- (светлост)

## Пример текста
Молитва Оче наш на фриуланском:
```
''-{Pari nestri, che tu sês tal cîl,
ch'al sedi santificât il to non,
ch'al vegni il to reâm,
ch'e sedi fate la tô volontât
como in cîl, cussì in tiere.}-''

```

- (Здраво)